# Stazione di Corniglia
La stazione di Corniglia è la terza stazione delle Cinque Terre; è al servizio di Corniglia, una frazione del comune di Vernazza.

## Storia
La stazione fu inaugurata il 24 ottobre 1874, contestualmente alla tratta ferroviaria Sestri Levante-La Spezia, mentre la sopraelevazione del fabbricato viaggiatori risale al 1931.
Nell'ambito dei lavori di raddoppio e potenziamento della linea la stazione venne completamente ricostruita, portando la distanza fra le punte estreme degli scambi a 800 m e la lunghezza utile per gli incroci a 567 m. In tale occasione, per evitare imponenti sbancamenti di terreno, fu rialzato di 7 metri il piano del ferro e vennero contestualmente realizzate opere di regimazione dei rivi interessati. Il nuovo fabbricato viaggiatori fu completato nel 1959. Presso l'imbocco della galleria Guvano venne inoltre edificato un fabbricato adibito ad alloggio del personale.
Il 15 gennaio 1962 venne inaugurato il raddoppio di binario fra Monterosso e Corniglia, comprendente la fermata di Vernazza.
Nei mesi di giugno e luglio 2011 la stazione fu servita anche dai "Treni del Mare" gestiti dall'impresa privata Arenaways, fallita di lì a poco.

## Strutture e impianti
La stazione conta di tre binari; il primo è usato prevalentemente dai treni verso La Spezia, il terzo da quelli verso Genova, mentre il secondo, in deviata, consente di realizzare precedenze.

## Servizi
La fermata dispone dei seguenti servizi:
- Servizi igienici
- Bar

## Movimento
La stazione è servita dalle relazioni regionali Trenitalia svolte nell'ambito del contratto di servizio con la Regione Liguria.
Da aprile a novembre la stazione è servita principalmente dal 5 Terre Express, servizio cadenzato ogni 30' tra La Spezia e Levanto.